# شیخ ام بنگو
شیخ ام بنگو (انگلیسی: Cheikh M'Bengue؛ زادهٔ ۲۳ ژوئیهٔ ۱۹۸۸) بازیکن فوتبال اهل فرانسه است.
از باشگاه‌هایی که در آن بازی کرده‌است می‌توان به باشگاه فوتبال رن و باشگاه فوتبال تولوز اشاره کرد.
وی همچنین در تیم‌های ملی فوتبال زیر ۲۱ سال فرانسه و سنگال بازی کرده‌است.